# Plagiostropha rubrifaba
Plagiostropha rubrifaba is een slakkensoort uit de familie van de Drilliidae. De wetenschappelijke naam van de soort is voor het eerst geldig gepubliceerd in 2010 door Chino & Stahlschmidt.